# Fajita

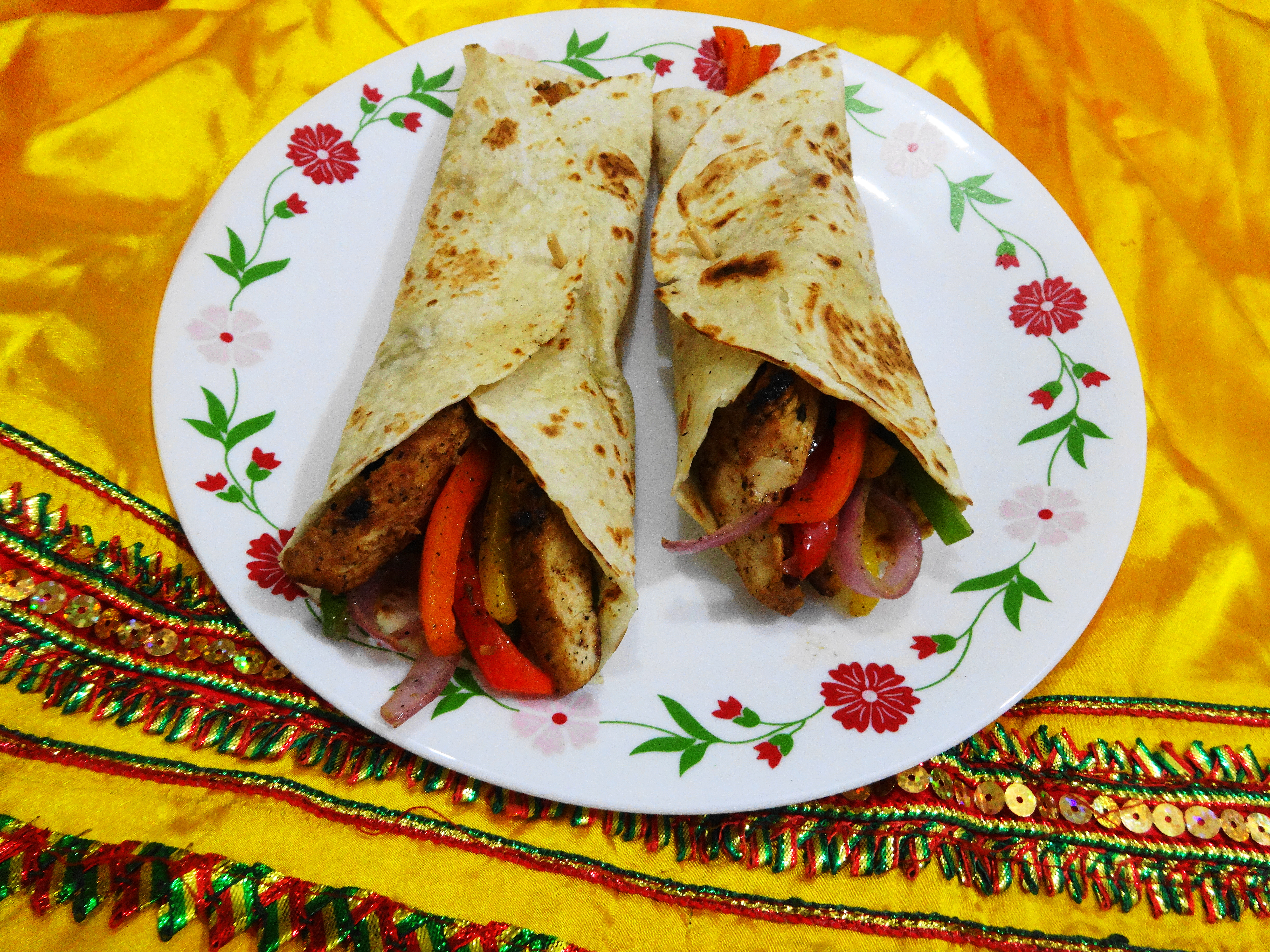
Dues fajitas de pollastre servides

Les fajitas són un dels plats més típics de la cuina tex-mex. Es tracta d'una variant d'un plat de la cuina mexicana, el burrito, adaptada al gust "tex-mex".
Consisteix en carn rostida (picada) a la graella i servida sobre una tortilla de farina de blat de moro. Originàriament les fajitas s'elaboraven només amb carn de vedella, avui en dia s'han popularitzat amb carn de porc, pollastre (en anglès, chicken fajitas), o fins i tot amb gambes.
En alguns restaurants es rosteix la carn juntament amb pebrot i ceba. Els condiments més populars són la crema agra, el guacamole, el pico de gallo, formatge i tomàquet.